# سیارک ۱۶۰۱۳
سیارک ۱۶۰۱۳ (به انگلیسی: 16013 Schmidgall، نامگذاری:1999CX38) شانزده هزار و سیزدهمین سیارک کشف شده‌است که در ۱۰ فوریه ۱۹۹۹ کشف شد.
قدر مطلق سیارک برابر ۱۶.۲ است.